# Spergularia colombiana
Spergularia colombiana är en nejlikväxtart som beskrevs av George Bowyer Rossbach. Spergularia colombiana ingår i släktet rödnarvar, och familjen nejlikväxter. Inga underarter finns listade i Catalogue of Life.